# Busto de Thomas Baker
O Busto de Thomas Baker é uma escultura de mármore confeccionada em 1638 pelo artista italiano Gian Lorenzo Bernini. Todavia, a maior parte do trabalho foi realizado por um dos alunos de Bernini, provavelmente Andrea Bolgi. Atualmente, a obra encontra-se no Museu Vitória e Alberto, em Londres, que a comprou em 1921.
Thomas Baker (1606-1658) era alto xerife de Suffolk e conectado ao rei inglês Carlos I. É possível que Baker tenha tido envolvimento com outro busto de Bernini, o do rei Carlos I. Ele teria transportado o retrato que serviu como modelo para Bernini confeccionar o busto até Roma.